# Tôtes
Tôtes é uma comuna francesa na região administrativa da Normandia, no departamento de Sena Marítimo. Estende-se por uma área de 7,62 km². Em 2010 a comuna tinha 1 580 habitantes (densidade: 207,3 hab./km²).